# Морденит
Морденит — минерал-цеолит с химической формулой {\displaystyle {\ce {(Ca,Na_2,K_2)Al_2Si_10O_24*7H_2O}}}. Является одним из шести самых распространённых коммерческих алюмосиликатов (наряду с натролитом, шабазитом, гейландитом, стильбитом (десмин), ломонтитом, клиноптилолитом).

## История открытия
Впервые был описан в 1964 году Генри Хау. Он назвал минерал в честь небольшой общины Морден, Новая Шотландия, Канада, расположенной вдоль залива Фанди, где он был впервые найден.

## Физические свойства

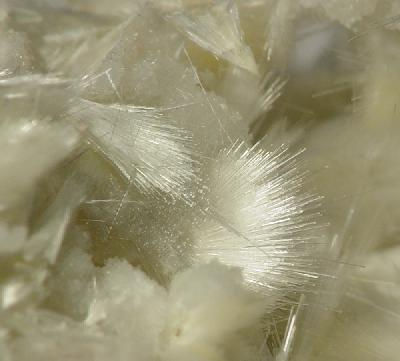
Кристаллы морденита

Может быть бесцветным, белым или слегка жёлтым или розовым. Имеет твердость по Моосу 5 и плотность 2,1 г / см³. Когда минерал образует хорошо развитые кристаллы, они похожи на волосы; очень длинные, тонкие и нежные.
Локализация обменных катионов в мордените полностью не установлена. По Мейеру в натриевой форме морденита четыре из восьми ионов Na расположены на стыках боковых каналов, открывающихся из соседних главных каналов; остальные четыре, вероятно, находятся в больших каналах.
Удаление воды происходит равномерно — единственный эндоэффект наблюдается в интервале 25 — 400°С и полная регидратация наступает даже после нагревания до 800 °С. Потеря массы при этом составляет около 12 %.

## Структура
Морденит имеет сложную структуру: горизонтальные 4-членные кольца разделены парами наклонных 5-членных колец с общей стороной. Из сочетания таких колец образуются искривленные 12-членные кольца, ограничивающие вертикальные каналы с эллиптическим сечением.
Морденит имеет орторомбическую форму (a, b, c неравные и все углы 90 градусов). Кристаллизуется в виде призматических волокон, толщина которых не превышает 0 03 мм. Обладает молекулярно-ситовым действием и ионообменными свойствами.
Молекулярная структура морденита представляет собой каркас, содержащий цепочки из пятичленных колец связанных силикатных и алюминатных тетраэдров (четыре атома кислорода, расположенных в точках треугольной пирамиды вокруг центрального атома кремния или алюминия).
Его высокое соотношение атомов кремния и алюминия делает его более устойчивым к воздействию кислот, чем большинство других цеолитов.

## Схожесть с другими цеолитами
- морденит, как и клиноптилолит проявляет высокую термическую стойкость.
- морденит, как и клиноптилолит характеризуется высоким отношением Si / AI.
- морденит, клиноптилолит, как и монтмориллонит, обладают повышенной избирательностью к аммиакату меди[8].

## Распространение
Морденит является одним из наиболее распространенных цеолитов в изменённых вулканических отложениях; он встречается в вулканических породах, таких как риолит, андезит и базальт. Он связан с другими цеолитами, такими как стильбит и гейландит. Хорошие примеры были найдены в Исландии, Индии, Италии, Орегоне, Вашингтоне и Айдахо. Он также встречается в морских отложениях, например, в Уральских горах и в дамбах, где вода атаковала и изменила вулканические стекла, как на острове Арран в Шотландии.

## Синтез
Морденит в натриевой форме получают из порошка алюмосиликатного катализатора крекинга, который под действием водного щелочного раствора превращается в щелочную суспензию алюмосиликата. Суспензия нагревается до 130°С при давлении 0,3 МПа и в течение 24 ч. кристаллизуется при перемешивании; полученные кристаллы цеолита поступают на фильтрацию и промывку.

## Использование
Синтетический морденит используется в качестве катализатора в нефтехимической промышленности для катализируемой кислотой изомеризации алканов и ароматических соединений.
В Новой Зеландии цеолитовый туф, содержащий морденит, высушивают и измельчают для получения различных продуктов, включая адсорбенты для поглощения разливов нефти и химикатов и отходов животноводства, кормовые добавки для животных, водоочистку, спортивную траву и удобрения с замедленным высвобождением.
Осадочные месторождения морденита присутствуют в нескольких странах, особенно в Болгарии, Венгрии, Японии и Соединенных Штатах. Добываемый в карьерах материал, как правило, является значительным, например, недавняя оценка годового производства в Японии составляет 150 000 тонн. Помимо общего применения в области сельского хозяйства и строительной промышленности (в качестве размерного камня), он известен как сорбент и молекулярное сито. Описаны процессы газоразделения для получения высококачественного {\displaystyle {\ce {O_2}}} из воздуха с помощью генераторов, работающих под давлением. Полномасштабные заводы на основе богатых морденитом туфов работают в Японии с конца 1960-х годов.